# 博什
博什（法語：Beauche，法語發音：[boʃ]）是法国厄尔-卢瓦省的一个市镇，位于该省西北部，属于德勒区。

## 地理
博什（48°41'5"N, 0°57'57"E）面积16.6 平方千米，位于法国中央-卢瓦尔河谷大区厄尔-卢瓦省，该省份为法国北部内陆省份，北起顺时针与厄尔省、伊夫林省、埃松省、卢瓦雷省、卢瓦-谢尔省、萨尔特省和奧恩省接壤。
与博什接壤的市镇（或旧市镇、城区）包括：吕埃伊-拉加德利耶尔、莫尔维利耶、莱沙特莱、费桑维利耶-马唐维利耶。

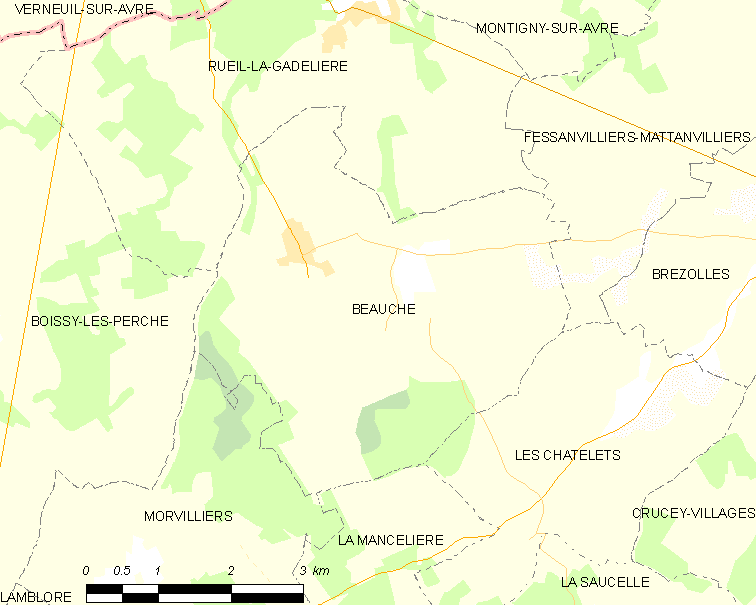
博什的OSM定位图

博什的时区为UTC+01:00、UTC+02:00（夏令时）。

## 行政
博什的邮政编码为28270，INSEE市镇编码为28030。

## 政治
博什所属的省级选区为圣吕班德容什雷县。

## 人口

1962-2008年间博什人口变化图示

博什于2022年1月1日时的人口数量为284人。